# Was It Her Duty?
Was It Her Duty? (o The Fading of a Flower) è un cortometraggio muto del 1915. Non si conosce il nome del regista del film prodotto dalla Edison.

## Produzione
Il film fu prodotto dalla Edison Company.

## Distribuzione
Distribuito dalla General Film Company, il film - un cortometraggio in una bobina - uscì nelle sale cinematografiche USA il 3 luglio 1915.